# 패스터 (영화)
패스터(Faster)는 미국, 스페인에서 제작된 마크 닐 감독의 2003년 다큐멘터리 영화이다. 이완 맥그리거 등이 주연으로 출연하였고 스티븐 림 등이 제작에 참여하였다.

## 출연

### 주연
- 이완 맥그리거
- 발렌티노 롯시
- 맥스 비아기
- 게리 맥코이

### 조연
- 존 홉킨스
- 트래버 모리스
- 마이클 스콧